# Harry Bresslau
Pour les articles homonymes, voir Bresslau.
Harry Bresslau, né le 22 mars 1848 à Dannenberg, et mort le 27 octobre 1926 à Heidelberg en République de Bade, est un historien allemand, spécialiste de la diplomatique.

## Biographie
Originaire de Basse-Saxe et fils d'un banquier qui a fait faillite en 1866, Harry Bresslau devient à 18 ans soutient de famille quand son père émigre aux États-Unis pour fuir ses créanciers. Tout en suivant des études de droit puis d'histoire à Göttingen et à Berlin. Pendant ses études, il est éducateur au Auerbachsches Waisenhaus, orphelinat israélite de Berlin. Ses principaux professeurs furent Johann Gustav Droysen et Leopold von Ranke dont il devient l'assistant[Selon qui ?]. En 1864, il épouse Caroline Isay, fille d'un commerçant, originaire du sud de l'Allemagne.
En 1869 il passa son doctorat à Göttingen auprès de Georg Waitz l'élève de Ranke avec une thèse sur la chancellerie de l'empereur Conrad II. Immédiatement avant son doctorat d'État, il était devenu professeur de première classe (Oberlehrer) au Philanthropin de Francfort, autre organisation israélite.
Il enseigne à partir de 1873, l'histoire et les langues au Lycée Andreas (de) à Berlin. Il ne devient professeur extraordinaire à l'université de Berlin qu'en 1877. Mais s'il était national-libéral de conviction et très attaché à la nationalité allemande, il n'en restait pas moins un Juif non-baptisé et en Prusse la voie lui était barrée vers une chaire de professeur titulaire.
Quand en 1879 Heinrich von Treitschke publia ses écrits antisémites, Bresslau s'éleva contre lui publiquement et de façon catégorique, bien que son poste de professeur extraordinaire ne lui assurât aucune garantie d'existence et que son collègue dans la profession fût plus âgé et d'un rang supérieur. Et pourtant Bresslau avait encore collaboré avec Treitschke au sein d'un comité électoral du parti national libéral en 1878, donc un an avant la contribution antisémite dans les Preußische Jahrbücher.
Bresslau croyait à la possibilité d'une assimilation complète des Juifs allemands par une adhésion sans retour à l'idée nationale allemande. Il était même un des exemples que Treitschke avait donnés pour justifier qu'une assimilation des Juifs était possible.
En 1890 Bresslau répondit à un appel de l'université de Strasbourg où il occupa une chaire de professeur d'histoire titulaire jusqu'en 1912. Il y exerça une activité générale d'enseignant et de chercheur et se fit connaître comme un des champions nationaux-libéraux de la Germanité (Deutschtum). Peu de temps après la fin de la Première Guerre mondiale, le 1er décembre 1918, les Français l'expulsèrent de Strasbourg comme pangermaniste militant.
Quand en 1904 l’Akademisch-Historischer Verein – Association académique d'histoire – de Berlin, à laquelle Bresslau avait appartenu pendant 25 ans, se transforma en Holsatia, corporation étudiante farbentragend, et demanda à Bresslau de continuer sa collaboration, celui-ci refusa énergiquement puisque Holsatia avait décidé de ne pas admettre les étudiants juifs. La corporation de chanteurs Arion de Strasbourg, devenue après 1918 Alt-Strasbourg Freiburg et dont ses fils aussi faisaient partie, fit de lui un membre d'honneur.
Bresslau passa ses dernières années d'abord à Hambourg, puis à Heidelberg. 

## Vie privée
Son fils aîné est le zoologiste Ernst Bresslau (de). Sa fille Hélène Bresslau, éducatrice et infirmière engagée dans la diaconie dès son adolescence, épouse en 1912 d'Albert Schweitzer avec lequel elle fonde le dispensaire de Lambaréné au Gabon. Le benjamin, Hermann Bresslau meurt d'une crise d'appendicite, à 29 ans, en 1913.

## Œuvre
Après avoir travaillé depuis 1877 pour les Monumenta Germaniae Historica, il entra en 1888 dans le comité directeur. Pour la série Diplomata des Monumenta, il édita les documents de Henri II – Première partie en 1900, deuxième partie en 1903 – et de Conrad II le Salique (1909). Son manuel d'initiation aux documents anciens pour l'Allemagne et l'Italie (Handbuch der Urkundenlehre für Deutschland und Italien – deuxième édition augmentée, Leipzig 1912) est un ouvrage capital pour la diplomatique médiévale ; il reste encore irremplaçable de nos jours. Pour le centenaire des Monumenta en 1919, Bresslau en écrivit l'histoire (Histoire des Monumenta Germaniae Historica – Geschichte der Monumenta Germaniae Historica, publiée à Hanovre en 1921, réédition à Hanovre en 1976) qui fut son dernier livre. Comme directeur de doctorants Bresslau s'occupa de près d'une centaine de thèses.
Sous la présidence de Bresslau l'union des communautés israélites fonda en 1885 la Commission historique pour l'histoire des Juifs en Allemagne. Sur le modèle des Monumenta Germaniae Historica et de la commission historique de l'Académie bavaroise des sciences, on voulait rassembler les sources et les rendre utilisables pour la recherche. Bresslau empêcha que fût coopté l'historien Heinrich Graetz, malgré sa popularité, parce qu'il estimait qu'une reconnaissance de Graetz comme historien aggraverait dangereusement les rapports entre Juifs et Chrétiens. Graetz avait développé une sorte de vision historique judéocentrique qui avait été des plus critiquées dans la querelle berlinoise sur l'antisémitisme. Bresslau lui-même était un maître dans la science positiviste. La commission historique publia jusqu'à 1892 la Revue pour l'histoire des Juifs en Allemagne (Zeitschrift für die Geschichte der Juden in Deutschland).